# Aouloumatt
Aouloumatt (auch: Aoulloumat, Aoulloumatt, Aoulouma, Aouloumat) ist ein Dorf in der Stadtgemeinde Madaoua in Niger.

## Geographie
Das von einem traditionellen Ortsvorsteher (chef traditionnel) geleitete Dorf befindet sich rund 17 Kilometer nordöstlich des Stadtzentrums von Madaoua, das zum gleichnamigen Departement Madaoua in der Region Tahoua gehört. Es liegt an einem Zubringer des Tarka-Tals auf einer Höhe von 333 m. Die nächsten Dörfer in der Umgebung von Aouloumatt sind das etwa 3,6 Kilometer nordwestlich gelegene Madetta, das etwa 4,3 Kilometer weiter südöstlich gelegene Gandassamou und das etwa 4,9 Kilometer weiter östlich gelegene Léyma.

## Geschichte
Im Dorf befand sich eines von fünf Ernährungszentren im Süden der Region Tahoua, in denen die Organisation Ärzte ohne Grenzen von 2005 bis 2012 insgesamt rund 7000 unter fünfjährige Kinder versorgte.

## Bevölkerung
Bei der Volkszählung 2012 hatte Aouloumatt 6178 Einwohner, die in 840 Haushalten lebten. Bei der Volkszählung 2001 betrug die Einwohnerzahl 4013 in 658 Haushalten und bei der Volkszählung 1988 belief sich die Einwohnerzahl auf 2610 in 375 Haushalten.

## Wirtschaft und Infrastruktur
In Aouloumatt gibt es ein einfaches Gesundheitszentrum ohne eigenes Labor und Entbindungsstation. Der CEG Aouloumatt ist eine Schule der Sekundarstufe des Typs Collège d’Enseignement Général.